# Блог
Блог или веблог (скраћено блог, од енгл. weblog, blog) чини низ хронолошки организованих уноса текста, који се приказују на веб-страницама (углавном су уноси сортирани од најновијих ка старијим), путем аутоматизованог софтвера који омогућује веома једноставно креирање и вођење блога.
Типови уноса могу варирати не само по својој теми и обиму већ и по формату. Тако постоји велики број веблогова чији су уноси у текстуалном формату (попут вести, белешке, расправе). Такође, постоји велики број блогова где је унос фотографија, скица или неки други графички рад, адреса ка неком занимљивом садржају на Интернету и тако даље. Велики део блогова омогућава својим посетиоцима да напишу свој коментар на уносе на тај начин стварајући мале заједнице које дискутују на теме којима се блог бави. Због тога су се блогови временом развили у широко распрострањен начин комуникације на Интернету, између аутора (или групе аутора) и посетилаца блога. Блог омогућава комуникацију на лакши начин него на форумима или путем е-поште. Он омогућава да свако на једноставан начин искаже своје мишљење на Интернету, без посебних техничких знања.
Појава и раст блогова крајем 1990-их подударали су се са појавом алата за објављивање на веб страницама, који су олакшали објављивање садржаја од стране нетехничких корисника који нису имали много искуства са HTML протоколом или рачунарским програмирањем. Раније је било потребно познавање технологија као што су HTML и протокол за пренос датотека да би се објављивао садржај на Интернету, и рани корисници веба су стога били хакери и компјутерски ентузијасти. Током 2010-их, већински су присутни интерактивни Веб 2.0 вебсајтови, које посетиоцима омогућавају да остављају коментаре на мрежи, и управо их ова интерактивност разликује од осталих статичких веб локација. У том смислу, блогање се може посматрати као облик услуге друштвеног умрежавања. Заправо, блогери не производе само садржај за објављивање на својим блоговима, већ често граде друштвене односе са својим читаоцима и другим блогерима. Исто тако, постоје блогови са великом бројем читалаца који не допуштају коментаре.
Према подацима из фебруара 2011. године постојало је преко 156 милиона јавних блогова. У фебруару 2014. је постојало око 172 милиона Тамблер и 75,8 милиона Вордпрес блогова широм света. Према критичарима и другим блогерима, Блогер је најпопуларнији сервис за блоговање који се данас користи. Међутим, Блогер не нуди јавну статистику. Технорати наводи 1,3 милиона блогова, закључно са фебруаром 2014. године.

## Историја блога
Пре него што је блоговање постало популарно, дигитална “друштва” су имале више форми, као што су Јузнет (Usenet), дописне листе (e-mail) и BBS. 90-их софтвер за интернетске форуме, као сто је ВебЕкс, покренули су конверзацију преко трендова (threads), нешто налик на форуме за које знамо данас.

### 1994—2001.
Модерни блог је еволуирао од онлајн дневника, где људи могу да пишу податке из свог приватног живота. Већина оваквих писаца назива себе новинарима. Џастин Хол, који је почео да води блог 1994. године као студент на колеџу, данас се води као један од првих блогера.
Први блогови су били самостално сређиване компоненте обичних веб-сајтова. Међутим, напредак „алатки“ за сређивање веб садржаја омогућило је да се блогови поређају по хронолошком реду, што је и допринело популарности и ширењу блог популације. На крају, то је допринело развитку блога онаквог каквог га данас знамо. Блог може бити хостован преко посебних блог хостинг сервиса, или може бити покренут преко одређеног блог софтвера, као сто су ВордПрес, Блогер, Мовајл Тајп или ЛајвЖурнал, или преко веб хостинг сервиса, као на пример Дримхост.
Термин „веблог“ је први увео Жорн Баргер 17. децембра 1997. године. Скраћену верзију, „блог“, је први применио Петер Мерхолз, који је у шали реч „weblog“ раздвојио у фразу „we blog“ (ми блогујемо) и тако је и настао глагол „блоговати“ што значи „уређивати неки блог или писати коментаре на истом“.
После лошег старта, блог нагло добија популарност; сајт Ксанга, који је покренут 1998, је имао само 100 блогова крајем 2000, док је тај број крајем 2006-е износио више од 25 милиона блогова.
Године 1999, година је била прекретница за развој блога, јер је тада објављено неколико „алата“ које су усавршили коришћење блога:
- Опен Диари покренут је у октобру 1998. године, и убрзо имао неколико хиљада „дневника“. Иновација коју су увели је коментар читаоца, и ту су били први блогови где су читаоци могли да остављају коментар на пишчев блог.
- Брад Фицпатрик покреће ЛајвЖурнал у марту 1999. године.
- Еван Вилијамс и Мег Хоурихан покрећу сајт Блогер у Августу 1999. године (купљен од стране Гугла (Google) у Фебруару 2003. године)

### 2001—2004.
Утицај блога и комуникација са широм популацијом током 2001. године изузетно брзо расте. Увидевши да блог има одређени утицај у друштву током 2001. доста америчких политичара покреће своје блогове у којима разговара са „обичним“ људима и њиховим проблемима.
Током 2002. године настаје ДејлиКос (Daily Kos), који је до данас израстао у један од најпосећенијих блогова, са просечном посећеношћу од око милион посета дневно.
Иако владају предрасуде да је блог један вид савременог трачарења, блогери понекад износе кључне проблеме на видело јавности, и натерају медије да се позабаве тим проблемима. Мада, већина блогова таквог типа најчешће коментарише одређене вести које су се појавиле у медијима. јавља се и друга врста блогова, такозвана експертска, где експерти из одређених области пишу о одређеним проблемима у друштву.

### 2004—данас
Почев од 2004. године блогови се на Западу масовно употребљавају као политичко средство, најчешће као вид политичке кампање и за придобијање гласова „блогерске популације“.
Мериам-Вебстеров речник је објавио да је „блог“ реч 2004. године!
Задњих година блогови узимају улогу „разоткривача истине“, отварају теме о којима многи не желе да причају, тако да су блогови постали на неки начин и „скандал мајстори“.
Током 2005. године већина медијских гиганата попут Гардијана и BBC-а покрећу блогове на својим сајтовима, које воде њихови најистакнутији новинари.

## Историјат блога у Србији
Први блогови у Србији настали су током 2003. године. У том периоду, одређени број ентузијаста кренуо је са креирањем блогова на сопственој веб адреси, а кренуло се и са отварањем блогова на бесплатним блог сервисима у Хрватској.
Према истраживању компаније Фокус из новембра 2007. године, преко 8% становништва у Србији прати блогове. Процењује се да је у Србији до краја 2007. године било преко 10.000 блогова, а до краја 2008. године преко 20.000 блогова. Крајем 2009. године у Србији је било преко 50.000 блогова, а у 2011. години процена је да је било више од 100.000 блогова. 2014. године процењено је да има преко 300.000 блогова. Србија у региону има највише блогова на самосталним веб адресама.

## Типологија блогова
Типологија блогова је дисциплина која покушава да каталогизује блогове према специфичности теме коју покрива. Поједини блог алати омогућавају категоризацију текстова, док су други писани са одређеном сврхом. Најчешћа појава су неодређени блогови који залазе у разне теме. Када су медији и уређаји у питању, постоје фотоблогови, моблогови (блогови писани са мобилних телефона, личних дигиталних асистената - ПДА). Поред личних постоје и корпоративни блогови, блогови великих организација, институција, факултета. Познати блогови овог типа имају корпорације Гугл, Нокија, Мајкрософт, Дел.

## Машине за претраживање блогова
Постоји неколико машина за претраживање блогова, као што су блогдигер (blogdigger), фидстер (Feedster) и Технорати (Technorati). Према Технорати извору, машини за претраживање блогова, крајем новембра 2006. године било је регистровано преко 62,4 милиона блогова.

## Популарност блогова
Велики пораст блогови могу захвалити паду интереса за масовне медије. У САД, гледаност националних ТВ мрежа и читаност штампаних медија је у знатном паду. Карактеристично је да се публика окренула већем броју кабловских канала, а издаваштво је кренуло у смеру микро публикација.
Непрофитни аутори као и аутори на почетку свог стваралачког рада често се занимају за сарадничке пројекте у које се убрајају и блогови.

## Блогерска етика
Блогери врло често наступају као интересна група. Чест је обичај остављања коментара, најчешће међусобне похвале истомишљеника. Али, постоје, као и код електронске поште, блогерски спамови, непожељан садржај који није у складу са темом блога. Напредни сервиси на Вебу, имају спам-филтере који спречавају комерцијалне и коментаре који нису у складу са темом блога.
Што су блогери утицајнији, њихов начин креирања блогова приближава се стандардима етичности у класичним медијима. Углед блогера стиче се након дужег времена активности, и таквим блогерима није у интересу да остварени квалитет угледа прокоцкају не-етичким блоговањем.

## Поузданост информација на блогу
Индивидуални блогови често представљају трач рубрике које преносе безначајна догађања, гласине и личне ставове. Како најчешће немају уредништво, већ се ради о лаицима који самостално износе теме које су интересантне њима и уској групи истомишљеника, јавно мњење блогове често сматра неозбиљним. Због раста популарности блогова у последњих неколико година, све је већи број стручњака из различитих области који праве веома квалитетне блогове.
Озбиљни колаборативни пројекти често не заостају за масовним медијима у својој ажурности. У тзв. озбиљној, често жутој штампи понекад се преносе полуинформације изнесене на блоговима, што упућује да овај информативни састав понекад има знатни утицај. На блогу се бележе и пропаганде активности, на пример политичке кампање. Са друге стране, једноставно (и често бесплатно) креирање блога омогућује лако тестирање да ли одређени пројекат може успети на вебу или не.
У последњих неколико година појављује се све више професионалних блогера, односно особа који живе искључиво од писања блога. Раст утицаја блогова, као и пораст броја веома поузданих и утицајних блог локација, може се видети и по томе што најутицајнији класични медији на интернету имају своје блог секције, које су често и посећеније од уноса класичних вести. Разлог за то је много мање формална структура професионалних блогова и персонализована комуникација.

## Окупљања блогера
У свету су популарна окупљања особа које креирају и читају блогове. У Србији се од 2007. године редовно се одржава годишње регионално окупљање блогера под називом БлогОпен. Од 2009. године блогери се најчешће окупљају у оквиру дружења твитераша под називом Твитап.
У Србији и региону од 2018. године окупљања блогера и манифестације посвећене блог заједници под називом Блогер фест.